# Kamimuria curriei
Kamimuria curriei és una espècie d'insecte pertanyent a la família dels pèrlids que es troba a Àsia: Indoxina.